# Districte de Winterthur
El Districte de Winterthur és un dels 11 districtes del cantó de Zúric (Suïssa). Té una població de 145291 (cens de 2007) i una superfície de 251.25 km². Està compost per 21 municipis i el cap del districte és Winterthur.

## Municipis
| Escut                   | Codi postal i Municipi   | Habitants (Dez. 2007) | Superfície en km² | Número SFOS |
| ----------------------- | ------------------------ | --------------------- | ----------------- | ----------- |
| Altikon                 | 8479 Altikon             | 622                   | 7.68              | 0211        |
| Bertschikon bei Attikon | 8544 Bertschikon         | 999                   | 9.64              | 0212        |
| Brütten                 | 8311 Brütten             | 1880                  | 6.67              | 0213        |
| Dägerlen                | 8471 Dägerlen            | 995                   | 7.90              | 0214        |
| Dättlikon               | 8421 Dättlikon           | 640                   | 2.87              | 0215        |
| Dinhard                 | 8474 Dinhard             | 1382                  | 7.15              | 0216        |
| Elgg                    | 8353 Elgg                | 3697                  | 15.53             | 0217        |
| Ellikon an der Thur     | 8548 Ellikon an der Thur | 818                   | 4.92              | 0218        |
| Elsau                   | 8352 Elsau               | 3242                  | 8.06              | 0219        |
| Hagenbuch               | 8523 Hagenbuch           | 1115                  | 8.17              | 0220        |
| Hettlingen              | 8442 Hettlingen          | 2923                  | 5.87              | 0221        |
| Hofstetten bei Elgg     | 8354 Hofstetten bei Elgg | 435                   | 8.85              | 0222        |
| Neftenbach              | 8413 Neftenbach          | 4703                  | 14.95             | 0223        |
| Pfungen                 | 8422 Pfungen             | 2629                  | 4.99              | 0224        |
| Rickenbach ZH           | 8545 Rickenbach          | 2473                  | 6.03              | 0225        |
| Schlatt ZH              | 8418 Schlatt             | 694                   | 9.03              | 0226        |
| Seuzach                 | 8472 Seuzach             | 6647                  | 7.56              | 0227        |
| Turbenthal              | 8488 Turbenthal          | 4050                  | 25.07             | 0228        |
| Wiesendangen            | 8542 Wiesendangen        | 4466                  | 9.68              | 0229        |
| Winterthur              | 8400 Winterthur          | 95943                 | 67.93             | 0230        |
| Zell ZH                 | 8487 Zell                | 4938                  | 12.70             | 0231        |
|                         | Total (21)               | 145'291               | 251.25            | 0110        |